# Armoriale dei comuni del Passo di Calais (Q-Z)
Questa pagina contiene gli stemmi dei comuni del Pas-de-Calais i cui nomi vanno da Q a Z.
- Armoriale dei comuni del dipartimento 62 - Pas-de-Calais (A-C)
- Armoriale dei comuni del dipartimento 62 - Pas-de-Calais (D-H)
- Armoriale dei comuni del dipartimento 62 - Pas-de-Calais (I-P)
- Armoriale dei comuni del dipartimento 62 - Pas-de-Calais (Q-Z)

## Q
| Stemma | Nome del comune e blasonatura |
| ------ | --- |
|        | Quéant de sable aux trois fasces d'argent sur le tout de sable aux trois lionceaux d'argent, lampassés et couronnées d'or.. (di nero, a tre fasce d'argento; sul tutto di nero, a tre lioncelli d'argento, lampassati e coronati d'oro) |
|        | Quelmes de gueules à l'escarboucle pommetée d'or. (di rosso, al raggio di carbonchio pomettato d'oro) Formula: 01:RUB+CRBN:AUR/POMTS |
|        | Quercamps d’azur à l’oiseau d’or surmonté d’un lambel d’argent. (d'azzurro, all'uccello d'oro sormontato da un lambello d'argento) |
|        | Quernes de gueules aux trois têtes de léopard arrachées d’or, à la bande d’azur brochant sur le tout. (di rosso, a tre teste di leopardo strappate d'oro, alla banda d'azzurro attraversante sul tutto) |
|        | Le Quesnoy-en-Artois d’or à l’aigle de sable. (d'oro, all'aquila di nero) Formula: 01:AUR+AQUI:NIG |
|        | Quesques d’or à la fasce bandée de gueules et d’argent de six pièces. (d'oro, alla fascia bandata di rosso e d'argento di sei pezzi) Formula: 01:AUR+PO:BAR:(53:RUB/ARG) |
|        | Questrecques écartelé au 1) et 4) d’azur fretté de six pièces d’or accompagné de huit chausse trappes d’argent ordonnées en orle, au 2) et 3) d’or à la croix ancrée de gueules. (inquartato: nel 1º e 4º d'azzurro, cancellato di sei pezzi d'oro, con otto triboli d'argento ordinati in orlo; nel 2º e 3º d'oro, alla croce ancorata di rosso)                                     |
|        | Quiéry-la-Motte d’azur à la bande d’argent chargé de trois mouchetures d’hermine de sable posées à plomb. (d'azzurro, alla banda d'argento, caricata da tre moscature d'armellino di nero poste a piombo) Formula: 01:AZU+(PO:BAN:ARG+3MSCT:NIG/PRPND) |
|        | Quiestède d’azur à la silhouette cartographique de la commune et à l’église à dextre, accompagnées de quatre fleurs de lys 2 et 2 le tout d’or, au chef du même chargé de deux étoiles du champ. (d'azzurro, alla sagoma cartografica del comune, con la chiesa a destra, accompagnate da quattro gigli 2 e 2 il tutto d'oro; al capo dello stesso, caricato di due stelle del campo) |
|        | Quilen de sable à la croix ancrée d'argent cantonnée de quatre doloires du même, au 1 et 4 posées en barre, au 2 et 3 posées en bande, les taillants vers le cœur. (di nero, alla croce ancorata d'argento, accantonata da quattro doloire dello stesso, quelle nel 1º e 4º poste in sbarra e quelle nel 2º e 3º poste in banda, con le lame rivolte verso il cuore)                  |
|        | Quœux-Haut-Maînil parti au 1) de gueules semé de croisettes d’argent, au 2) d’argent aux trois fasces de gueules. (partito: nel 1º di rosso seminato di crocette d'argento; nel 2º d'argento, a tre fasce di rosso) |

## R

### Ra
| Stemma | Nome del comune e blasonatura |
| ------ | --- |
|        | Racquinghem de gueules au lion d’argent, à l’écusson d’azur chargé de trois canettes d’argent, becquées et membrées du champ, brochant sur le tout. (di rosso, al leone d'argento, allo scudetto d'azzurro, caricato di tre anatre d'argento, imbeccate e membrate del campo, attraversante sul tutto) |
|        | Radinghem écartelé, au premier et au quatrième d'argent au chevron de sable accompagné de trois merlettes du même, au deuxième et au troisième de sinople à trois maillets d'or (inquartato: nel 1º e 4º d'argento, allo scaglione di nero, accompagnato da tre merlotti dello stesso; nel 2º e 3º di verde, a tre maglietti d'oro)                                                                             |
|        | Ramecourt d’hermine aux trois fleurs de lys au pied nourri de gueules .. (d'armellino, a tre gigli dal pie' nodrito di rosso) Formula: 02:ARM+3FLOE:RUB |
|        | Ransart de sable à la bande d’argent chargé de trois têtes de lionceau de gueules.. (di nero, alla banda d'argento, caricata di tre teste di leone di rosso) Formula: 01:NIG+(PO:BAN:ARG+3LNCA:RUB) |
|        | Raye-sur-Authie d’azur au chevron d’or accompagné en chef de deux molettes du même et en pointe d’un poisson d’argent posé en pal le dos vers la dextre.. (d'azzurro, allo scaglione d'oro, accompagnato in capo da due rotelle di sperone dello stesso e in punta da un pesce d'argento posto in palo, col dorso rivolto a destra) Formula: 01:AZU+PO:FAS:AUR+2SPRO:AUR/ORBAR/ORCHE+PISC:ARG/POPAL/DORDX/ORPUN |

### Re
| Stemma | Nome del comune e blasonatura |
| ------ | --- |
|        | Rebecques écartelé d’or et de sable, au chef aussi d’or chargé d’une aigle de sable.. (inquartato d'oro e di nero, al capo pure d'oro, caricato di un'aquila di nero) Formula: 26:AUR/NIG+(PO:CHE:AUR+AQUI:NIG) |
|        | Rebergues d’or au lion léopardé de sable, armé et lampassé de gueules, sur une terrasse d’azur.. (d'oro, al leone illeopardito di nero, armato e lampassato di rosso, su una terrazza d'azzurro) |
|        | Rebreuve-Ranchicourt parti : au 1) fascé de vair et de gueules de six pièces, au second d’argent au chevron de gueules.. (partito: nel 1º fasciato di vaio e di rosso; nel 2º d'argento, allo scaglione di rosso) |
|        | Rebreuve-sur-Canche d’argent à la bande de gueules chargée de trois coquilles d’or.. (d'argento, alla banda di rosso, caricata di tre conchiglie d'oro) |
|        | Rebreuviette d’argent aux trois fasces de gueules surmontées de trois merlettes de sable rangées en chef.. (d'argento, a tre fasce di rosso sormontate da tre merlotti di nero ordinati in capo) |
|        | Reclinghem d’or à l’écusson d’argent bordé d’azur, à la bordure d’azur.. (d'oro, allo scudetto d'argento bordato d'azzurro; alla bordura d'azzurro) |
|        | Récourt de gueules aux trois bandes de vair, au chef d’or.. (di rosso, a tre bande di vaio; al capo d'oro) |
|        | Recques-sur-Course de sinople au pal d’argent accosté de deux poissons d’or affrontés en pal.. (di verde, al palo d'argento, accostato da due pesci d'oro affrontati in palo) |
|        | Recques-sur-Hem d’or aux deux bandes ondées d’azur, au château essoré d’argent de deux tours couvertes girouettées du même, maçonné de sable, brochant sur le tout.. (d'oro, a due bande ondate d'azzurro, al castello coperto d'argento di due torri coperte e banderuolate dello stesso, murato di nero, attraversante sul tutto) |
|        | Regnauville d’argent au lion de sable, à la bordure de gueules.. (d'argento, al leone di nero; alla bordura di rosso) |
|        | Rely d’argent aux trois chevrons de gueules, au chef d’azur chargé de trois fleurs de lys d’or.. (d'argento, a tre scaglioni di rosso; al capo d'azzurro, caricato di tre gigli d'oro) |
|        | Remilly-Wirquin de gueules à la roue de moulin d’argent.. (di rosso, alla ruota da mulino d'argento) |
|        | Rémy d’argent aux trois merlettes de gueules.. (d'argento, a tre merlotti di rosso) |
|        | Renty D'argent à trois doloires de gueules, les deux du chef adossés. (d'argento, a tre doloire di rosso, le due del capo addossate) |
|        | Rety d’argent aux dix losanges de gueules ordonnées 3.2.3.2. (d'argento, a dieci losanghe di rosso ordinate 3, 2, 3, 2) |

### Ri
| Stemma | Nome del comune e blasonatura |
| ------ | --- |
|        | Richebourg d’azur aux cinq cotices d’or, au franc-quartier du même chargé d’une croisettes ancrée de gueules. (d'azzurro, a cinque cotisse d'oro, al quartier franco dello stesso caricato di una crocetta ancorata di rosso) |
|        | Riencourt-lès-Bapaume taillé : au 1) de gueules aux deux crosse adossées d’argent accompagnées de neuf rats contournés de sable ordonnés en orle, au second d’or à la croix ancrée de gueules. (tagliato: nel 1º di rosso, a due pastorali addossati d'argento, accompagnati da nove ratti rivoltati di nero ordinati in orlo; nel 2º d'oro, alla croce ancorata di rosso) |
|        | Riencourt-lès-Cagnicourt d’or à la croix ancrée de gueules, à la bordure de sinople. (d'oro, alla croce ancorata di rosso, alla bordura di verde) |
|        | Rimboval écartelé au 1) et au 4) d’or au créquier arraché de gueules, aux 2) et 3) vairé d’or et d’azur. (inquartato: nel 1º e 4º d'oro, al vepre sradicato di rosso; nel 2º e 3º vaiato d'oro e d'azzurro) |
|        | Rinxent taillé : au 1) d’azur aux trois fasces d’or, au 2) d’azur au lion d'or, armé et lampassé de gueules, accompagné en pointe d’un croissant cousu aussi de gueules surmonté d’une étoile du même ; à la traverse d’argent brochant sur la partition. (tagliato: nel 1º d'azzurro, a tre fasce d'oro; nel 2º d'azzurro, al leone d'oro, armato e lampassato di rosso, accompagnato in punta da un crescente cucito pure di rosso sormontato da una stella dello stesso; alla traversa d'argento attraversante sulla partizione) |
|        | Rivière de gueules à la barre ondée d’argent, accompagnée en chef de deux tours d’or, ouvertes et ajourées du champ, maconnées de sable, rangées en barre, et en pointe de quatre gerbes de blé d’or ordonnées en orle. (di rosso, alla sbarra ondata d'argento, accompagnata in capo da due torri d'oro, aperte e finestrate del campo, murate di nero, ordinate in sbarra, e in punta da quattro covoni di grano d'oro ordinati in orlo)                                                                                          |

### Ro
| Stemma | Nome del comune e blasonatura |
| ------ | --- |
|        | Robecq de gueules à la bande d’or accompagnée de six billettes d’or ordonnées en orle. (di rosso, alla banda d'oro, accompagnata da sei biglietti dello stesso ordinati in orlo) |
|        | Roclincourt parti : au 1) d’azur à la fleur de lys d’or, au 2) d’or à la croix ancrée de gueules. (partito: nel 1º d'azzurro, al giglio d'oro; nel 2º d'oro, alla croce ancorata di rosso) |
|        | Rocquigny tranché de gueules et d’azur par un filet en bande d’argent, à la colombe du Saint Esprit fondante et rayonnante d’or brochant sur le tout. (trinciato di rosso e d'azzurro, al filetto in banda d'argento attraversante sulla partizione, alla colomba dello Spirito Santo cadente e raggiante d'oro attraversante sul tutto) |
|        | Rodelinghem bandé d’argent et d’azur de sixpièces, à la bordure componée d’argent et de gueules. (bandato d'argento e d'azzurro, alla bordura composta d'argento e di rosso) |
|        | Roëllecourt parti : au 1) d’or au puits de gueules, au 2) de gueules aux trois coquilles d’or. (partito: nel 1º d'oro, al pozzo di rosso; nel 2º di rosso, a tre conchiglie d'oro) |
|        | Rœux écartelé au 1) et au 4) d’argent à la fasce de gueules surmontée de trois coqs de sable, membrés, crêtés, becqués et barbés de geules, rangés en chef, au 2) et au 3) d’or à fasce de gueules et à la bordure engrêlée du même ; sur le tout d’argent aux trois fleurs de lys de gueules surmontées d’un lambel d’azur. (inquartato: nel 1º e 4º d'argento, alla fascia di rosso, sormontata da tre galli di nero, membrati, crestati, imbeccati e bargigliati di rosso, ordinati nel capo; nel 2º e 3º d'oro, alla fascia di rosso, alla bordura spinata dello stesso; sul tutto d'argento, a tre gigli di rosso sormontati da un lambello d'azzurro) |
|        | Rollancourt d’azur à la bande d’or accompagnée de deux cygnes d’argent. (d'azzurro, alla banda d'oro, accompagnata da due cigni d'argento) |
|        | Rombly D’argent à la barre de sinople accompagnée en chef d’un casque romain contourné d’or emplumé de gueules et en pointe d’une fontaine couverte du même, maçonnée de sable, au filet d’eau d’azur, au franc-canton senestre du champ chargé d’un hanneton de sable posé en bande. (d'argento, alla sbarra di verde, accompagnata in capo da un elmo romano rivoltato d'oro, piumato di rosso, e in punta da una fontana coperta dello stesso, murata di nero, al filetto d'acqua d'azzurro; al canton franco a sinistra del campo, caricato di un maggiolino di nero posto in banda)                                                                    |
|        | Roquetoire fascé d’or et d’azur de huit pièces, à l’escarboucle pommetée de l’un en l’autre brochant sur les deux premières fasces. (fasciato d'oro e d'azzurro di otto pezzi, al raggio di carbonchio pomettato dell'uno all'altro, attraversante sulle prime due fasce) |
|        | Rougefay de gueules aux trois jumelles d’argent, à la bande du même brochant sur le tout. (di rosso, a tre gemelle d'argento, alla banda dello stesso attraversante sul tutto) |
|        | Roussent d’argent au sautoir d’azur chargé en cœur d’une molette d’or. (d'argento, alla croce di Sant'Andrea d'azzurro, caricata in cuore da una rotella di sperone d'oro) |
|        | Rouvroy d’azur à l’épi de blé d’or, mantelé de gueules, aux deux pics de mineur de sable passés en sautoir mouvant de la pointe et brochant sur la partition, au chef cousu d’azur. (d'azzurro, alla spiga d'oro, incappato di rosso, a due picconi da minatore di nero, passati in decusse moventi dalla punta e attraversanti sulla partizione; al capo cucito d'azzurro) |
|        | Royon d’argent à la croix de gueules chargée en cœur d’une coquille d’or, cantonnée de quatre coquilles aussi de gueules. (d'argento, alla croce di rosso, caricata in cuore di una conchiglia d'oro, accantonata da quattro conchiglie pure di rosso) |

### Ru
| Stemma | Nome del comune e blasonatura |
| ------ | --- |
|        | Ruisseauville de gueules à la fasce d’argent accompagnée de trois merlettes de sable°. (di rosso, alla fascia d'argento, accompagnata da tre merlotti di nero) |
|        | Rumaucourt d’azur à la barre d’or chargée d’une sarcelle de sable en chef et d’un brochet du même en pointe, accompagnée de deux fleurs de lys d’or. (d'azzurro, alla sbarra d'oro caricata di un'anatra in capo e da un luccio dello stesso in punta, accompagnata da due gigli d'oro) |
|        | Rumilly écartelé au 1) et 4) de gueules aux trois tours d’or, au 2) et 3) d’argent aux trois fleurs de lys au pied nourri de gueules. (inquartato: nel 1º e 4º di rosso, a tre torri d'oro; nel 2º e 3º d'argento, a tre gigli dal pie' nodrito di rosso) |
|        | Ruminghem parti : au premier mi parti d'azur à la tour d'argent, ouverte et ajourée du champ, maçonnée de sable, au franc-canton alésé en taillé, soutenu de gueules, chargé d'un besant aussi d'argent, au second coupé ondé par une fasce ondé tiercée en fasce d'argent, d'azur et de sable, au I d'azur au lion issant d'argent, armé et lampassé de gueules, et au II d'argent au cep arraché de sable, fruité de trois pièces, bordé à dextre aussi de sable. (partito: nel 1º semipartito d'azzurro, alla torre d'argento, aperta e finestrata del campo, murata di nero, al canton franco di nero scorciato in sbarra, sostenuto di rosso e caricato di un bisante pure d'argento; nel 2º troncato ondato da una fascia ondata interzata in fascia d'argento, d'azzurro e di nero: in I d'azzurro, al leone nascente d'argento, armato e lampassato di rosso; in II d'argento, al ceppo di vite sradicato di nero, fruttato di tre pezzi di rosso, bordato a destra pure di nero) |
|        | Ruyaulcourt d’azur à l’aigle bicéphale d’or becquée et armée de gueules, à la bordure aussi d’or. (d'azzurro, all'aquila bicipite d'oro, rostrata e armata di rosso, alla bordura pure d'oro) |

## S

### Sa
| Stemma | Nome del comune e blasonatura |
| ------ | --- |
|        | Sachin d’or à la bande de gueules chargé en chef d’un croissant d’argent, accompagnée de dix billettes cousues du même, ordonnées 3.2 en chef et 2.3 en pointe. (d'oro, alla banda di rosso, caricata in capo da un crescente d'argento, e accompagnata da dieci biglietti saldati dello stesso, ordinati 3, 2 in capo e 2, 3 in punta) |
|        | Sailly-au-Bois de sable semé de fleurs de lys d’or à l’écusson d’argent chargé d’un arbre arraché de sinople brochant sur le tout. (di nero seminato di gigli d'oro, allo scudetto d'argento attraversante sul tutto, caricato di un albero sradicato di verde) |
|        | Sailly-en-Ostrevent taillé au 1) de gueules aux sept bonnettes (pierres) d’argent rangées en deux barres 4.3 au 2) de sinople à la gerbe de blé d’argent ; à la cotice ondée en barre d’argent borchant sur la partition. (tagliato: nel 1º di rosso a sette menhir a cappuccio d'argento, ordinati in due barre 4, 3; nel 2º di verde, al covone di grano d'argento; alla cotissa ondata in sbarra d'argento attraversante sulla partizione) |
|        | Sailly-Labourse écartelé en 1 d'argent à la fasce de gueules (qui est de Béthune), en 2 et 3 contre-écartelé d'or et de sable (qui est de Lens-Beuvry), en 4 d'or à la croix ancrée de gueules (qui est de Saint-Vaast) (inquartato: nel 1º d'argento, alla fascia di rosso (che è di Bethune); nel 2º e 3º controinquartato d'oro e di nero (che è di Lens-Beuvry); nel 4º d'oro, alla croce ancorata di rosso (che è di Saint-Vaast)) |
|        | Sailly-sur-la-Lys d’or à la barre ondée d’azur accompagnée en chef d’une croix ancrée de gueules et en pointe du bâtiment de la prévôté du même. (d'oro, alla banda ondata d'azzurro, accompagnata in capo da una croce ancorata di rosso e in punta dall'edificio della prévôté dello stesso) |
|        | Sains-en-Gohelle taillé : au 1) d’argent à l’arbre arraché de sinople, au 2) d’azur aux trois coquilles d’or mal ordonnées ; à la barre d’or brochant sur la partition ;le tout sommé d’un chaf d’azur semé de fleurs de lys d’or, brisé d’un lambel de gueules de trois pendants chargés chacun de trois petits châteaux aussi d’or rangés en pal. (tagliato: nel 1º d'argento, all'albero sradicato di verde; nel 2º d'azzurro, a tre conchiglie d'oro male ordinate; alla sbarra d'oro attraversante sulla partizione; il tutto cimato da un capo d'azzurro seminato di gigli d'oro, brisato da un lambello di rosso di tre pendenti, ciascuno dei tre caricato di tre piccoli castelli pure d'oro ordinati in palo) |
|        | Sains-lès-Fressin parti : au 1) d’or au gonfanon de gueules frangé de sinople, au 2) de gueules à la fasce d’argent. (partito: nel 1º d'oro, al gonfalone di rosso frangiato di verde; nel 2º di rosso, alla fascia d'argento) |
|        | Sains-lès-Marquion de gueules au chevron d’argent accompagné en chef de deux vaches du même et en pointe d’un fuseau aussi d’argent. (di rosso, allo scaglione d'argento accompagnato in capo da due vacche dello stesso e in punta da un fuso pure d'argento) |
|        | Sains-lès-Pernes écartelé au 1) et au 4) d’argent à la bande fuselée de gueules, au 2) et au 3) d’or aux trois huchets contournés de gueules virolés et enguichés d’argent. (inquartato: nel 1º e 4º d'argento, alla banda di fusi di rosso; nel 2º e 3º d'oro, a tre corni da caccia rivoltati di rosso, legati e guarniti d'argento) |
|        | Saint-Amand d’hermine au chef de sable chargé d’une mitre d’or accostée de quatre plumes du même passées en deux sautoirs. (d'armellino, al capo di nero caricato di una mitra d'oro accostata da quattro piume dello stesso passate in due decusse) |
|        | Saint-Aubin de gueules aux trois croissants d’or. (di rosso, a tre crescenti d'oro) |
|        | Saint-Denœux d’argent au sautoir de gueules chargé en cœur d’une molettes d’or cantonnée de quatre croisettes aussi de gueules. (d'argento, alla croce di Sant'Andrea di rosso, caricata in cuore da una rotella di sperone d'oro e accantonata da quattro crocette pure di rosso) |
|        | Saint-Étienne-au-Mont d’azur au pont isolé de deux arches d’argent, maçonné de sable, au chef cousu de sinople semé d’abeilles d’or. (d'azzurro, al ponte isolato di due archi d'argento, murato di nero, al capo cucito di verde seminato di api d'oro) |
|        | Saint-Floris de gueules au chevron d'argent chargé de sept mouchetures d'hermine de sable, accompagné en chef de deux étoiles percées et en pointe d'une cloche de tenné. (…) |
|        | Saint-Folquin parti : au 1) de gueules à l’évêque de carnation, vêtu d’or, crossé, nimbé, mitré du même et bénissant de sa dextre, au 2) vairé d’or et d’azur. (partito: nel 1º di rosso, al vescovo di carnagione, vestito d'oro, con pastorale, aureola e mitra dello stesso, benedicente con la mano destra; nel 2º vaiato d'oro e d'azzurro) |
|        | Saint-Georges d’argent à la croix de gueules. (d'argento, alla croce di rosso) |
|        | Saint-Hilaire-Cottes parti : au 1) vairé d’argent et de gueules, au second d’argent aux deux fasces bretessées contre bretessées de gueules. (partito: nel 1º vaiato d'argento e di rosso; nel 2º d'argento, a due fasce doppiomerlate di rosso) |
|        | Saint-Inglevert de sinople aux deux lances de tournoi d’argent passées en sautoir, cantonnées en chef d’une tente de gueules, aux flancs et en pointe de trois molettes d’argent, au chef d’or chargée d’une clé de gueules posée en fasce. (di verde, a due lance da torneo d'argento passate in decusse, accantonate in capo da una tenda di rosso, ai fianchi e in punta da tre rotelle di sperone d'argento; al capo d'oro caricato di una chiave di rosso posta in fascia) |
|        | Saint-Josse parti : au 1) d’or aux trois tourteaux de gueules rangés en pal, au second d’or aux trois bandes d’azur. (partito: nel 1º d'oro, a tre torte di rosso ordinate in palo; nel 2º d'oro, a tre bande d'azzurro) |
|        | Saint-Laurent-Blangy d’azur au château de trois tours d’or, pavillonnées et girouettées du même, ajouré, maçonné de sable. (d'azzurro, al castello di tre torri d'oro, padiglionate e banderuolate dello stesso, finestrato e murato di nero) |
|        | Saint-Léger de gueules aux trois têtes de léopard arrachées d’or lampassés d’azur. (di rosso, a tre teste di leopardo strappate d'oro, lampassate d'azzurro) |
|        | Saint-Léonard taillé : au 1) d’azur à l’église d’argent, couverte de gueules, sur une terrasse de sinople, au second d’or alvéolé d’argent à l’abeille de gueules aillée aussi d’argent brochant sur le tout. (tagliato: nel 1º d'azzurro, alla chiesa d'argento, coperta di rosso, su una terrazza di verde; nel 2º d'oro alveolato d'argento, all'ape di rosso, alata pure d'argento, attraversante) |
|        | Saint-Martin-au-Laërt taillé : au 1) de sinople au heaume d’argent, au 2) de gueules au monde croisé aussi d’argent ; à la cotice en barre d’argent brochant sur la partition. (tagliato: nel 1º di verde, all'elmo d'argento; nel 2º di rosso, al mondo crociato pure d'argento; alla cotissa in sbarra d'argento attraversante sulla partizione) |
|        | Saint-Martin-Boulogne de sinople au chevron d’argent accompagné de trois rustres du même. (di verde, allo scaglione d'argento, accompagnato da tre losanghe forate dello stesso) |
|        | Saint-Martin-Choquel d’argent aux trois mouchets de sable. (d'argento, a tre sparvieri di nero) |
|        | Saint-Martin-d'Hardinghem d’azur à la fasce d’or accompagné en chef d’un château du même et en pointe d’une rose aussi d’or. (d'azzurro, alla fascia d'oro, accompagnata in capo da un castello dello stesso e in punta da una rosa pure d'oro) |
|        | Saint-Martin-sur-Cojeul de gueules à la mitre d’or. (di rosso, alla mitra d'oro) |
|        | Saint-Michel-sous-Bois échiqueté de gueules et d’or de six tires, au franc-quartier d’hermine chargé d’un chérubin de gueules tenant un rameau de sinople avec sa bouche. (scaccato di rosso e d'oro di sei file, al quartier franco d'armellino, caricato di un cherubino di rosso, tenente con la bocca un ramoscello di verde) |
|        | Saint-Michel-sur-Ternoise d’argent à la bande de gueules chargée de trois coqs de sable. (d'argento, alla banda di rosso caricata di tre galli di nero) |
|        | Saint-Nicolas de gueules à la bande d’argent côtoyée de deux cotices du même. (rdi rosso, alla banda d'argento accostata da due cotisse dello stesso) |
|        | Saint-Omer de gueules à la croix patriarcale d'argent (di rosso, alla croce patriarcale d'argento) |
|        | Saint-Omer-Capelle d’argent au fort de sable, vu en plan, à la crosse d’azur brochant sur le tout, au chef vairé d’or et d’azur de quatre tires. (d'argento, al forte di nero, visto in pianta, al pastorale d'azzurro attraversante sul tutto; al capo vaiato d'oro e d'azzurro di quattro file) |
|        | Saint-Pol-sur-Ternoise parti : au 1, d'azur à la gerbe d'avoine d'or ; au 2, de gueules à trois pals de vair, au chef d'or chargé d'un lambel d'azur. (partito: nel 1º d'azzurro, al covone di avena d'oro; nel 2º di rosso, a tre pali di vaio e al capo d'oro caricato di un lambello d'azzurro) |
|        | Saint-Rémy-au-Bois d’argent à la barre d'azur, accompagnée en chef d’une mitre de sinople et en pointe de trois arbre du même ordonnés en orle. (d'argento, alla sbarra d'azzurro, accompagnata in capo da una mitra di verde e in punta da tre alberi dello stesso ordinati in orlo) |
|        | Saint-Tricat fascé d’or et d’azur de huit pièces, au sautoir d’argent chargé en cœur d’une merlette de sable brochant sur le tout. (fasciato d'oro e d'azzurro di otto pezzi, alla croce di Sant'Andrea d'argento, caricata in cuore da un merlotto di nero) |
|        | Saint-Venant de gueules aux deux bars adossés d’argent, accompagnées de trois trèfles du même, deux en chef et une en pointe. (di rosso, a due barbi addossati d'argento, accompagnati da tre trifogli dello stesso, due in capo e uno in punta) |
|        | Sainte-Austreberthe d’argent au sautoir de sinople chargé en cœur d’une molette d’or. (d'argento, alla croce di Sant'Andrea di verde, caricata in cuore da una rotella di sperone d'oro) |
|        | Sainte-Catherine-lès-Arras parti : au 1) de gueules à la croix ancrée d’or, au 2) d’argent à la roue de huit rayons de gueules brisée en chef. (partito: nel 1º di rosso, alla croce ancorata d'oro; nel 2º d'argento, alla ruota di otto raggi di rosso, rotta nel capo) |
|        | Sainte-Marie-Kerque écartelé : au 1) et au 4) contre-écartelé au I etIV d’or à l’aigle bicéphale de gueules, au II et III d’or à l’ours en pied de sable, au 2) et 3) d’azur à la bande d’or accompagnée de six besants ordonnés en orle. (inquartato: nel 1º e 4º controinquartato: in I e IV d'oro, all'aquila bicipite di rosso, in II e III d'oro, all'orso ritto di nero; nel 2º e 3º d'azzurro, alla banda d'oro, accompagnata da sei bisanti ordinati in orlo) |
|        | Sallaumines d’azur au terril de sable, au puits de mine de gueules, ajouré d’argent, senestré d’une cheminée d’usine du même, le tout brochant sur le terril, surmonté d’une colombe essorante d’argent tenant en son bec un rameau du même. (d'azzurro, al cumulo di detriti di nero, al pozzo da miniera di rosso, finestrato d'argento, sinistrato da una ciminiera dello stesso, il tutto attraversante sul cumulo di detriti, sormontato da una colomba sorante d'argento, tenente nel becco un ramoscello dello stesso) |
|        | Salperwick de gueules à la fasce d’or surmonté d’un lambel de cinq pendants du même. (di rosso, alla fascia d'oro sormontata da un lambello di cinque pendenti dello stesso) |
|        | Samer d'or aux deux crosses de sable passées en sautoir, cantonné en chef d'un rencontre de cerf du même, aux flancs et en pointe de trois tourteaux de gueules (d'oro, a due pastorali di nero passati in decusse, accantonati in capo da un riscontro di cervo dello stesso, ai fianchi e in punta da tre torte di rosso) |
|        | Sangatte d’azur au lion d’or, armé et lampassé de gueules. (d'azzurro, al leone d'oro, armato e lampassato di rosso) |
|        | Sanghen de gueules à l’église d’argent, au chef du même chargé de trois huchets contournés de gueules. (di rosso, alla chiesa d'argento; al capo dello stesso, caricato di tre corni da caccia rivoltati di rosso) |
|        | Sapignies de gueules à la croix alésée dentelée d’or surmontée du lambel cousu l’azur, chaque pendant chargé d’une petite tour d’argent. (di rosso, alla croce scorciata dentata d'oro, sormontata da un lambello cucito d'azzurro) |
|        | Le Sars d’azur au portail d’église d’argent posé sur une champagne d’or accosté en chef de deux étoiles du même. (d'azzurro, al portone di chiesa d'argento posato su una campagna d'oro, accostato in capo da due stelle dello stesso) |
|        | Sars-le-Bois d’azur à la crosse épiscopale d’or. (d'azzurro, al pastorale d'oro) |
|        | Sarton d’azur à la barre d’argent chargée d’une aigle de gueules posée à plomb. (d'azzurro, alla sbarra d'argento, caricata di un'aquila di rosso posta a piombo) |
|        | Sauchy-Cauchy d’argent aux trois fasces de sable, au saule du champ brochant sur le tout. (d'argento, a tre fasce di nero, al salice del campo attraversante sul tutto) |
|        | Sauchy-Lestrée de sable au saul d’argent soutenu de trois pointes du même appointées vers le bas du fût de l’arbre. (di nero, al salice d'argento, sostenuto da tre pile dello stesso, appuntate verso la parte inferiore del fusto dell'albero) |
|        | Saudemont d’or au pal de sable chargé d’une escarboucle pommetée et fleurdelysée du champ. (d'oro, al palo di nero, caricato di un raggio di carbonchio pomettato e gigliato del campo) |
|        | Saulchoy d’argent au saule de sinople, à la bordure d’azur. (d'argento, al salice di verde, alla bordura d'azzurro) |
|        | Saulty écartelé : au 1) et au 4) d’or à la croix ancrée de gueules, au 2) et 3) d’azur à sept besants d’or ordonnés 3, 3, 1. (inquartato: nel 1º e 4º d'oro, alla croce ancorata di rosso; nel 2º e 3º d'azzurro, a sette bisanti d'oro, ordinati 3, 3, 1) |
|        | Savy-Berlette gironné d'argent et de gueules, au chef de sinople à un saint Martin, son manteau et son pauvre d'argent. (gheronato d'argento e di rosso; al capo di verde, al San Martino, col suo mantello e in suo povero, il tutto d'argento) |

### Se - Su
| Stemma | Nome del comune e blasonatura |
| ------ | --- |
|        | Selles bandé de gueules et d’argent de six pièces, au chef d’hermine . (bandato di rosso e d'argento, al capo d'armellino) |
|        | Sempy d’argent aux trois fasces de gueules chargées chacune d’un maillet d’or. (d'argento, a tre fasce di rosso, ciascuna caricata da un maglietto d'oro) |
|        | Seninghem d’argent à la quintefeuille de gueules percée d’or. (d'argento, alla quintafoglia di rosso, forata d'oro) |
|        | Senlecques échiqueté d’or et de gueules de six tires, au franc-quartier d’hermine. (scaccato d'oro e di rosso di sei file, al quartier franco d'armellino) |
|        | Senlis d’argent au portail d’église de sable, sommé d’un clocher du même, surmonté de six quintefeuilles aussi de sable rangées en chef. (d'argento, al portone di chiesa di nero, cimato da un campanile dello stesso, sormontato da sei cinquefoglie pure di nero ordinate in capo) |
|        | Séricourt d’argent au chevron d’azur chargé de cinq coquilles d’or. (d'argento, allo scaglione d'azzurro, caricato di cinque conchiglie d'oro) |
|        | Serques d’argent à l’écusson d’azur chargé d’un moulin à vent d’or. (d'argento, allo scudetto d'azzurro caricato di un mulino a vento d'oro) |
|        | Servins d’azur au croissant d’argent accompagné en chef de trois étoiles d'or ordonnées 2.1 et en pointe de deux étoiles du même. (d'azzurro, al crescente d'argento, accompagnato in capo da tre stelle d'oro ordinate 2, 1 e in punta da due stelle dello stesso) |
|        | Setques de sinople aux trois pommes de pin d’or. (di verde, a tre pigne d'oro) |
|        | Sibiville d’azur au château donjonné de trois tourelles d’argent, ajouré et maçonné de sable, à l’écusson en abîme d’argent chargé d’un cœur de gueules couronné d’or et d’un chef d’azur surchargé de trois étoiles aussi d’argent. (d'azzurro, al castello torricellato di tre torri d'argento, finestrato e murato di nero, allo scudetto in abisso d'argento, caricato di un cuore di rosso coronato d'oro e col capo d'azzurro sovraccaricato di tre stelle pure d'argento) |
|        | Simencourt écartelé au 1) et au 4) d’argent aux trois tourteaux de gueules, au 2) et au 3) d’azur à la fasce d’or accompagnée de six billettes du même trois rangées en chef et trois rangées en pointe. (inquartato: nel 1º e 4º d'argento, a tre torte di rosso; nel 2º e 3º d'azzurro, alla fascia d'oro accompagnata da sei biglietti dello stesso, tre ordinati nel capo e tre ordinati nella punta) |
|        | Siracourt échiqueté d’argent et d’azur de six tires, au lambel de sable brochant en chef sur le tout. (scaccato d'argento e d'azzurro di sei file, al lambello di nero attraversante in capo) |
|        | Sombrin de gueules fretté de six pièces d’argent. (di rosso cancellato di sei pezzi d'argento) Formula: 06:CNC:RUB/ARG/6 |
|        | Sorrus écartelé au 1) et au 4) d’argent aux trois aigles de gueules, becquées et membrées d’azur, au 2) et 3) de gueules fretté de six pièces d’argent. (inquartato: nel 1º e 4º d'argento, a tre aquile di rosso, rostrate e membrate d'azzurro; nel 2º e 3º di rosso cancellato di sei pezzi d'argento) |
|        | Souastre de sinople fretté de seize pièces d’argent. (di verde cancellato di sedici pezzi d'argento) Formula: 06:CNC:VIR/ARG/16 |
|        | Souchez d’azur au chevron d’or accompagné de trois têtes de loup arrachées du même, lampassées de gueules, les deux du chef affrontées. (d'azzurro, allo scaglione d'oro, accompagnato da tre teste di lupo strappate dello stesso, lampassate di rosso, le due del capo affrontate) |
|        | Le Souich écartelé au 1) et au 4) d’azur à l’agneau pascal contourné d’argent tenant une croisette haute du même en bande, au 2) et 3) d’or à Saint-Nicolas de carnation, vêtu de sable, tenant une crosse d’argent, adextré d’un saloir de sable contenant trois enfants aussi de carnation. (inquartato: nel 1º e 4º d'azzurro, all'agnello pasquale rivoltato d'argento, tenente una crocetta alta dello stesso posta in banda; nel 2º e 3º d'oro, al San Nicola di carnagione, vestito di nero, tenente un pastorale d'argento, addestrato da un vaso per salamoia di nero contenente tre fanciulli pure di carnagione) |
|        | Surques d’argent à la croix écartelée de gueules et d’or. (d'argento, alla croce inquartata di rosso e d'oro) |
|        | Sus-Saint-Léger de gueules fretté de six pièces d’hermine. (di rosso cancellato di sei pezzi d'armellino) Formula: 06:CNC:RUB/ARM/6 |

## T

### Ta - Ti
| Stemma | Nome del comune e blasonatura |
| ------ | --- |
|        | Tangry d’argent à la fasce vivrée de sable. (d'argento, alla fascia increspata di nero) |
|        | Tardinghen parti : au 1) d’azur au chevron d’or accompagné de trois coquilles du même, au second d’argent aux deux fasces de gueules. (partito: nel 1º d'azzurro, allo scaglione d'oro accompagnato da tre conchiglie dello stesso; nel 2º d'argento, a due fasce di rosso)                                                                   |
|        | Tatinghem d’or aux trois étoiles d'azur, au chef du même chargé de deux fleurs de lys au pied nourri du champ. (d'oro, a tre stele d'azzurro; al capo dello stesso, caricato di due gigli dal pie' nodrito del campo) |
|        | Teneur d’argent au chevron de sable accompagné de trois merlettes du même. (d'argento, allo scaglione di nero accompagnato da tre merlotti dello stesso) |
|        | Ternas d’azur aux quatre ruches d’or. (d'azzurro, a quattro alveari d'oro) |
|        | Thélus d’or à la croix ancrée de gueules chargée d’une branche écotée d’argent posée en fasce et d’une crosse du même brochant sur la branche. (d'oro, alla croce ancorata di rosso, caricata di un ramo noderoso d'argento posto in fascia e da un pastorale dello stesso attraversante sul ramo)                                            |
|        | Thérouanne de gueules à la fleur de lys d’argent accompagné de trois mitres d’or. (di rosso, al giglio d'argento accompagnato da tre mitre d'oro) |
|        | Thiembronne d’azur à la bande d’or accompagné de deux fleurs de lys du même. (d'azzurro, alla banda d'oro accompagnata da due gigli dello stesso) |
|        | La Thieuloye de gueules au lion d’hermine. (di rosso, al leone d'armellino) |
|        | Thièvres d’or à la bande componée de sable et d’azur. (d'oro, alla banda composta di nero e d'azzurro) |
|        | Tigny-Noyelle d’azur au pal d’argent chargé en pointe d’une molette du champ, accosté en chef de deux molettes d’or. (d'azzurro, al palo d'argento, caricato in punta da una rotella da sperone del campo, accostato in capo da due rotelle di sperone d'oro)                                                                                 |
|        | Tilloy-lès-Hermaville d’or aux deux branches de tilleul de sinople posées en chevron renversé surmontées d’un lambel de gueules. (d'oro, a due rami di tiglio di verde posti in scaglione rovesciato, sormontati da un lambello di rosso) |
|        | Tilloy-lès-Mofflaines de gueules fretté de huit pièces d’or, à l’écusson du même chargé d’une croisette ancrée du champ brochant sur le tout. (di rosso cancellato di otto pezzi d'oro, allo scudetto dello stesso caricato di una crocetta ancorata del campo attraversante sul tutto) Formula: 06:CNC:RUB/AUR/8+(PO:SCU:AUR+CRUX:RUB/ANCRT) |
|        | Tilly-Capelle d’argent aux trois chevrons de gueules. (d'argento, a tre scaglioni di rosso) |
|        | Tilques d’argent aux trois têtes de maure de sable tortillées du champ. (d'argento, a tre teste di moro di nero attortigliate del campo) |
|        | Tincques d’or aux trois tanches de gueules posées en pal. (d'oro, a tre tinche di rosso poste in palo) |
|        | Tingry d’argent aux trois rencontres de bœuf de sable. (d'argento, a tre rincontri di bue di nero) |

### To - Tz
| Stemma | Nome del comune e blasonatura |
| ------ | --- |
|        | Tollent de gueules à la fasce d’argent, accompagnée en chef d’un lion du même et en pointe d’une tour aussi d’argent. (di rosso, alla fascia d'argento, accompagnata in capo da un leone dello stesso e in punta da una torre pure d'argento) |
|        | Torcy D’or au lion de vair. (d'oro, al leone di vaio) |
|        | Tortefontaine d’azur à la fontaine torse d’argent, au chef d’or chargé d’un lambel de gueules. (d'azzurro, alla fontana ritorta d'argento; al capo d'oro, caricato di un lambello di rosso) |
|        | Tortequesne d’argent à la champagne du même chargée de huit vergettes de sable, au chêne tordu arraché de sinople au tronc aussi de sable brochant sur le tout. (d'argento, alla campagna dello stesso caricata di otto verghette di nero, alla quercia contorta sradicata di verde, col tronco pure di nero, attraversante sul tutto) |
|        | Le Touquet-Paris-Plage Parti, au premier d'or à trois bandes d'azur, à un phare d'argent enflammé d'or posé sur une dune de sinople émergeant d'une mer aussi d'argent mouvant de la pointe, à la bordure de gueules, au second de gueules à une nef équipée et habillée d'argent voguant sur des ondes du même mouvant de la pointe, au chef cousu d'azur semé de fleurs de lys d'or (partito: nel 1º d'oro, a tre bande d'azzurro, al faro d'argento infiammato d'oro posato su una duna di verde emergente da un mare pure d'argento movente dalla punta, alla bordura di rosso; nel 2º di rosso, alla nave fornita e armata d'argento navigante su onde dello stesso moventi dalla punta, al capo cucito d'azzurro seminato di gigli d'oro) |
|        | Tournehem-sur-la-Hem de gueules à la porte de la ville à galerie crénelée d’argent. (di rosso, alla porta di città a galleria, merlata d'argento). Motto: Nul ne s'y frotte |
|        | Tramecourt de sable au château d’argent, au franc-canton du même chargé d’une croisette ancrée du champ. (di nero, al castello d'argento, al canton franco dello stesso caricato di una crocetta ancorata del campo) |
|        | Le Transloy tiercé en fasce au 1) de gueules au lion léopardé d’or, au 2) d’or plain au 3) d’azur au croissant d’argent. (interzato in fascia: nel 1º di rosso, al leone illeopardito d'oro; nel 2º d'oro pieno; nel 3º d'azzurro, al crescente d'argento) |
|        | Trescault d’or aux trois arbres arrachés de sinople mal ordonnés, soutenus de quatre pointes du même appointées vers le bas du fût du premier arbre. (d'oro, a tre alberi sradicati di verde male ordinati, sostenuti da quattro pile dello stesso appuntate verso la base del fusto del primo albero) |
|        | Troisvaux d'argent à un cœur cousu d'or soutenu de deux rameaux feuillés de sinople posés en chevron renversé, accompagné de trois cormorans de gueules (d'argento, al cuore saldato d'oro, sostenuto da due rami fogliati di verde, posti in scaglione rovesciato, accompagnato da tre cormorani di rosso) |
|        | Tubersent d’or à la croix ancrée de gueules chargé en cœur d’une rose d’argent. (d'oro, alla croce ancorata di rosso, caricata in cuore da una rosa d'argento) |

## V

### Va
| Stemma | Nome del comune e blasonatura |
| ------ | --- |
|        | Vacquerie-le-Boucq échiqueté d’argent et d’azur de six tires, au chef de gueules. (scaccato d'argento e d'azzurro di sei file, al capo di rosso) |
|        | Vacqueriette-Erquières d’azur au chevron d’or accompagné de trois branches de bruyère du même. (d'azzurro, allo scaglione d'oro, accompagnato da tre rami di erica dello stesso) |
|        | Valhuon de gueules aux trois fasces ondées d’argent, au lion du même armé et lampassé d’or, brochant sur le tout. (di rosso, a tre fasce ondate d'argento, al leone dello stesso, armato e lampassato d'oro, attraversante sul tutto) |
|        | Vaudricourt d’or à la bande de gueules accompagnée de deux hures de sanglier de sable à dextre et d’une hure du même à senestre, au lambel de trois pendants d’azur brochant sur le tout en chef. (d'oro, alla banda di rosso, accompagnata da due grugni di cinghiale di nero a destra e da un grugno dello stesso a sinistra)               |
|        | Vaudringhem d’azur aux trois quintefeuilles d’argent. (d'azzurro, a tre cinquefoglie d'argento) |
|        | Vaulx d’or à la bande d’azur. (d'oro, alla banda d'azzurro) |
|        | Vaulx-Vraucourt Bandé d'argent et vairé appointé d'azur et d'argent (de contre vair), à trois hures de sanglier de sable défendues d'argent, deux sur la deuxième bande d'argent et une sur la troisième. (bandato d'argento e di controvaio, a tre grugni di cinghiale di nero, difesi d'argento, due sulla seconda banda e uno sulla terza) |

### Ve
| Stemma | Nome del comune e blasonatura |
| ------ | --- |
|        | Vélu d’argent aux trois fasces de sable, à l’écusson du champ chargé de trois chevrons de gueules brochant en abîm sur le tout. (d'argento, a tre fasce di nero, allo scudetto del campo, caricato di tre scaglioni di rosso) |
|        | Vendin-le-Vieil d’argent à l’hôtel de ville de sable, ajouré d’or, adextré d’un ouvrier de carnation, vêtu d’or et d’azur et senestré d’un épi de blé aussi d’or. (d'argento, al municipio di nero, finestrato d'oro, addestrato da un operaio di carnagione, vestito d'oro e d'azzurro, e sinistrato da una spiga di grano pure d'oro) |
|        | Vendin-lès-Béthune d’or au chevron renversé d’azur accompagné de trois hures de sanglier de sable mal ordonnées. (d'oro, allo scaglione rovesciato d'azzurro, accompagnato da tre grugni di cinghiale di nero male ordinati) |
|        | Verchin d’argent à la croix ancrée de sable surmontée d’un lambel du même. (d'argento, alla croce ancorata di nero, sormontata da un lambello dello stesso) |
|        | Verchocq d’azur aux trois lionceaux d’or. (d'azzurro, a tre lioncelli d'oro) |
|        | Verlincthun bandé d’or, échiqueté de gueules de trois tires et d’azur de six pièces, au château d’or, maçonné de sable, donjonné de trois tourelles du même et giroutté aussi d’or brochant sur le tout. (bandato d'oro, scaccato di roso di tre file, e d'azzurro, al castello d'oro, murato di nero, torricellato di tre torrette dello stesso e banderuolato pure d'oro, attraversante sul tutto) |
|        | Vermelles de gueules à la ruche d’or accompagnée de trois abeilles du même, au chef cousu d’azur semé de lys d’or chargé d’un lambel du même brochant sur le tout. (di roso, all'alveare d'oro, accompagnato da tre api dello stesso; al capo cucito d'azzurro seminato di gigli d'oro caricato di un lambello dello stesso) |
|        | Verquigneul d’hermine au croissant de sable. (d'armellino, al crescente di nero) |
|        | Verquin d’argent à la lampe de mineur de gueules, ajourée du champ, de laquelle sort un bouquet de six épis de blé cousus d’or, trois à dextre et trois à senestre, surmontée de deux écussons d’or fretté de six pièces aussi de gueules à dextre et de gueules chargé de trois fasces ondées aussi d’argent et d’un lion du même brochant. (d'argento, alla lampada da minatore di rosso, finestrata del campo, da cui esce un mazzo di sei spighe di grano saldate d'oro, tre a destra e tre a sinistra, sormontata da due scudetti, a destra d'oro cancellato di sei pezzi di rosso, a sinistra di rosso caricato di tre fasce ondate pure d'argento e da un leone dello stesso attraversante) |
|        | Verton bandé d’or, échiqueté de gueules de trois tires et d’azur de six pièces. (bandato d'oro, scaccato di rosso di tre file, e d'azzurro) |

### Vi
| Stemma | Nome del comune e blasonatura |
| ------ | --- |
|        | Vieil-Hesdin parti d’or et de gueules aux deux étoiles de l’un et de l’autre en chef. (partito d'oro e di rosso, a due stelle dell'uno nell'altro in capo) |
|        | Vieil-Moutier d’or aux deux crosses adossées de sable passées en sautoir, cantonnées en chef d’un massacre de cerf du même, aux flancs et en pointe de trois tourteaux de gueules. (d'oro, a due pastorali addossati di nero, passate in decusse, accantonati in capo da un massacro di cervo dello stesso, ai fianchi e in punta da tre torte di rosso)                |
|        | Vieille-Chapelle de gueules au chevron d’hermine accompagné d’une chapelle d’argent en pointe. (di rosso, allo scaglione d'armellino accompagnato in punta da una cappella d'argento) |
|        | Vieille-Église d’azur au chevron d’argent chargé d’une mâcle de gueules, accompagné en chef de deux tours aussi d’argent et en pointe d’une chicorée arraché du même. (d'azzurro, allo scaglione d'argento caricato di una losanga vuota di rosso, accompagnato in capo da due torri pure d'argento e in punta da una pianta di cicoria sradicata dello stesso)         |
|        | Villers-au-Bois parti de sable et d’or à l’aigle de l’un en l’autre, becquée, lampassée et armé de gueules . (partito di nero e d'oro, all'aquila dell'uno all'altro, rostrata, lampassata e armata di rosso) |
|        | Villers-au-Flos d’argent à la bande fuselée de gueules de cinq pièces. (d'argento, alla banda di fusi di rosso di cinque pezzi) |
|        | Villers-Brûlin fascé de gueules, fretté de dix pièces d'argent, et d'or (fasciato di rosso, cancellato di dieci pezzi d'argento, e d'oro) |
|        | Villers-Châtel écartelé au 1) et 4) fascé d’or et d’azur de huit pièces, au 2) et 3) d’azur au soleil d’or. (inquartato: nel 1º e 4º fasciato d'oro e d'azzurro di otto pezzi; nel 2º e 3º d'azzurro, al sole d'oro) |
|        | Villers-l'Hôpital de sinople à la croix engrêlée d'argent, à l'écusson du champ chargé d'une croix de Malte de gueules brochant sur le tout en abyme (di verde, alla croce spinata d'argento, allo scudetto del campo, caricato di una croce di Malta di rosso, attraversante sul tutto in cuore)                                                                       |
|        | Villers-lès-Cagnicourt d'azur au chevron d'argent accompagné de trois quintefeuilles d'or, au chef du même chargé de trois merlettes de sable. (d'azzurro, allo scaglione d'argento, accompagnato da tre cinquefoglie d'oro; al capo dello stesso caricato di tre merlotti di nero)                                                                                     |
|        | Villers-Sir-Simon coupé au 1) d’azur au chevron renversé d’or, au 2) d’argent au chevron de gueules, les deux chevron appointés. (troncato: nel 1º d'azzurro, allo scaglione rovesciato d'oro; nel 2º d'argento, allo scaglione di rosso;i due scaglioni appuntati) |
|        | Vimy parti : au 1) d’hermine, au 2) d’argent au rameau d’érable de sinople feuillé de trois pièces de gueules ; au chef du même. (partito: nel 1º d'armellino; nel 2º d'argento, al ramo d'acero di verde fogliato di tre pezzi di rosso; al capo dello stesso) |
|        | Vincly fascé d’argent et de gueules de six pièces, les fasces d’argent chargées de huit merlettes de sable, ordonnées 3.2.3. (fasciato d'argento e di osso, le fasce d'argento caricata di otto merlotti di nero, ordinati 3, 2, 3) |
|        | Violaines d’or à la fasce bretessée contre-bretessée d’azur surmontée d’un lambel d’azur. (d'oro, alla fascia doppiomerlata d'azzurro, sormontata da un lambello d'azzurro) [il disegno in realtà porta un lambello di rosso] |
|        | Vis-en-Artois taillé vivré : au 1) d’argent à la jumelle ondée d’azur en barre, au second de gueules à l’épi de blé tronqué en barre. (tagliato indentato: nel 1º d'argento alla gemella ondata d'azzurro posta in sbarra; nel 2º di rosso, alla spiga di grano d'oro tagliata in sbarra)                                                                               |
|        | Vitry-en-Artois d’azur au château d’argent, ouvert, ajouré et maçonné de sable, surmonté d’une couronne d’or et posée sur une terrasse de sinople chargé d’une devise ondée d’argent. (d'azzurro, al castello d'argento, aperto, finestrato e murato di nero, sormontato da una corona d'oro e posato su una terrazza di verde caricata di una divisa ondata d'argento) |

## W

### Wa - We
| Stemma | Nome del comune e blasonatura |
| ------ | --- |
|        | Waben parti : au 1) d’azur aux trois fleurs de lys d’or, au 2) d’or aux trois bandes d’azur et à la bordure de gueules. (partito: nel 1º d'azzurro, a tre gigli d'oro; nel 2º d'oro, a tre bande d'azzurro, alla bordura di rosso) |
|        | Wacquinghen de gueules à l’escarboucle pommetée et fleurdelysé d’or, la branche du chef terminée par une crosse du même. (di rosso, al raggio di carbonchio pomettato e gigliato d'oro, col raggio in capo terminante in un pastorale dello stesso) Formula: 01:RUB+CRBN:AUR/POMTS/FLORI/RADTS:POCHE:EPBC |
|        | Wail d’argent à la croix de gueules chargée de trois molettes de huit rais d'argent rangées en pal. (d'argento, alla croce di rosso, caricata di tre rotelle di sperone di otto raggi d'argento, ordinate in palo) |
|        | Wailly d’or à la bande d’azur chargée d’une crosse contournée du champ posée en pal, accostée de deux coquilles d’argent posées dans le sens de la bande. (d'oro, alla banda d'azzurro, caricata di un pastorale rivoltato del campo, posto in palo, accostato da due conchiglie d'argento poste nel senso della banda) |
|        | Wailly-Beaucamp écartelé: au 1) d’azur aux trois trèfles d’or, au 2) d’or à la croix échiquetée de sable et de gueules de deux tires, au 3) coupé au I échiqueté d’argent et d’azur de trois tires et au II d’hermine plain, au 4) d’or aux trois chabots de gueules posés en pal. (inquartato: nel 1º d'azzurro, a tre trifogli d'oro; nel 2º d'oro, alla croce scaccata di nero e di rosso di due file; nel 3º troncato: in I scaccato d'argento e d'azzurro di tre file, in II d'armellino pieno; nel 4 d'oro, a tre scazzoni di rosso posti in palo) |
|        | Wambercourt d’argent aux trois écussons de gueules chargé d’un créquier arraché d’or. (d'argento, a tre scudetti di rosso caricati ciascuno di un vepre sradicato d'oro) |
|        | Wamin fascé d’or et de sable de six pièces. (fasciato d'oro e di nero) |
|        | Wancourt d’argent fretté de six pièces de sable. (d'argento cancellato di sei pezzi di nero) |
|        | Wanquetin d'or à la croix fleurdelysée de gueules à la cotice d'azur brochant sur le tout.. (d'oro, alla croce gigliata di rosso, alla cotissa d'azzurro attraversante sul tutto) |
|        | Wardrecques de gueules à la gerbe de blé d'or, à la bordure du même chargée de huit tourteaux du champ. (di rosso, al covone di grano d'oro, alla bordura dello stesso caricata di otto torte del campo) |
|        | Warlencourt-Eaucourt D'azur à l'église du lieu d'argent accompagnée en chef de deux étoiles de huit rais d'or alias: d’azur au portail d’église d’argent sommé d’un clocher du même, accosté en chef de deux étoiles de huit rais d’or. (d'azzurro, al portone di chiesa d'argento, cimato da un campanile dello stesso, accostato in capo da due stelle di otto raggi d'oro) |
|        | Warlincourt-lès-Pas d’azur semé de trèfles d’argent, à la fontaine d’or brochant sur le tout. (d'azzurro seminato di trifogli d'argento, alla fontana d'oro) |
|        | Warlus écartelé au 1) et au 4) de gueules à l’écusson d’argent au 2) et 3) d’azur à la fasce d’or. (inquartato: nel 1º e 4º di rosso, allo scudetto d'argento; nel 2º e 3º d'azzurro, alla fascia d'oro) |
|        | Warluzel de sinople à la fasce d'argent, à une bande de sept losanges de gueules brochant sur le tout (di verde, alla fascia d'argento, alla banda di sette losanghe di rosso attraversante sul tutto) |
|        | Le Wast d’argent à la croix de sable chargée en cœur d’une molette de cinq rais d’or. (d'argento, alla croce di nero caricata in cuore di una rotella di sperone di cinque raggi d'oro) |
|        | Wavrans-sur-l'Aa de gueules aux trois arbres arrachés d’argent. (di rosso, a tre alberi sradicati d'argento) |
|        | Wavrans-sur-Ternoise d’or aux trois fleurs de lys de gueules. (d'oro, a tre gigli di rosso) |
|        | Westrehem fascé d'or et d'azur de huit pièces, à trois annelets de gueules brochant en chef sur la première partition (fasciato d'oro e d'azzurro di otto pezzi, a tre anelletti di rosso, attraversanti in capo sulle prime due fasce) |

### Wi
| Stemma | Nome del comune e blasonatura |
| ------ | --- |
|        | Wicquinghem parti : au 1) d’or au créquier arraché de gueules, au 2) de gueules aux trois jumelles d’argent. (partito: nel 1º d'oro, al vepre sradicato di rosso; nel 2º di rosso, a tre gemelle d'argento) |
|        | Widehem parti au 1) de gueules aux trois dards d’argent posés en pal, rangées en fasce, la pointe en bas, soutenus de trois autres dards montants du même, passés en pal et en sautoir, au 2) d’argent au chevron de gueules accompagné de trois chardons de sinople. (partito: nel 1º di rosso, a tre dardi d'argento posti in palo, ordinati in fascia, con la punta in basso, sostenuti da altri tre dardi montanti dello stesso, passati in palo e in decusse; nel 2º d'argento, allo scaglione di rosso accompagnato da tre cardi di verde) |
|        | Wierre-au-Bois de sinople à Saint-Gendulphe cavalier d’argent. (di verde, al cavaliere San Gandolfo d'argento) |
|        | Wierre-Effroy d’argent à la bande de sable chargée de six losanges d’or posées à plomb. (d'argento, alla banda di nero caricata di sei losanghe d'oro poste a piombo) |
|        | Willeman d’argent à la bande échiqueté de gueules et d’argent de deux tires, au chef d’azur. (d'argento, alla banda scaccata di rosso e d'argento di due file; al capo d'azzurro) |
|        | Willencourt d’or aux trois fasces de gueules. (d'oro, a tre fasce di rosso) |
|        | Willerval vairé d’argent et de gueules. (vaiato d'argento e di rosso) |
|        | Wimereux tranché : au 1) d’azur à la mongolfières d’argent, au 2) de sinople à la sirène à double queue aussi d’argent ; à la bande de gueules chargée de trois abeilles d’or brochant sur la partition. (trinciato: nel 1º d'azzurro, alla mongolfiera d'argento; nel 2ºk di verde, alla sirena con la doppia coda pure d'argento; alla banda di rosso caricata di tre api d'oro attraversante sulla partizione) |
|        | Wimille d’or au créquier arraché de gueules accompagné de trois tourteaux du même. (d'oro, al vepre sradicato di rosso, accompagnato da tre torte dello stesso) |
|        | Wingles d’azur à l’écusson d’or accompagné de sapt besants du même, au chef aussi d’or. (d'azzurro, allo scudetto d'oro accompagnato da sette bisanti dello stesso; al capo pure d'oro) |
|        | Wirwignes de sable au lion d’argent, armé et lampassé de gueules, à la bordure cousue du même. (di nero, al leone d'argento, armato e lampassato di rosso; alla bordura cucita dello stesso) |
|        | Wismes d’argent à la croix d’azur, à l’écusson du champ chargé d’un chevron de gueules accompagné de trois merlettes de sable, brochant sur le tout. (d'argento, alla croce d'azzurro, allo scudetto del campo caricato di uno scaglione di rosso accompagnato da tre merlotti di nero, attraversante sul tutto) |
|        | Wisques de sinople au chevron d’or aux trois têtes de paon contournées du même. (di verde, allo scaglione d'oro, a tre teste di pavone rivoltate dello stesso) |
|        | Wissant de gueules au dauphin d’argent. (di rosso, al delfino d'argento) |
|        | Witternesse d'azur à deux œillets d'argent, à la bordure du même chargé de huit œillets du champ. (d'azzurro, a due garofani d'argento, alla bordura dello stesso caricata di otto garofani del campo) |
|        | Wittes de sinople au prieuré d'argent, ouvert et ajouré de sable, accosté de deux chevaux cabrés et affrontés aussi d'argent aux sabots aussi d'or. (di verde, al priorato d'argento, aperto e finestrato di nero, accostato da due cavalli impennati e affrontati pure d'argento, con gli zoccoli pure d'oro) |
|        | Wizernes d'argent aux trois fasces de gueules, à l'écusson écartelé d'or et de sable brochant en cœur sur le tout. (d'argento, a tre fasce di rosso, allo scudetto inquartato d'oro e di nero attraversante in cuore sul tutto) |

## Y - Z
| Stemma | Nome del comune e blasonatura |
| ------ | --- |
|        | Ytres écartelé au 1) et 4) d'argent fretté de six pièces de gueules, au 2) et 3) de sable semé de bleurs de lys d'or. (inquartato: nel 1º e 4º d'argento cancellato di sei pezzi di rosso; nel 2º e 3º di nero seminato di gigli d'oro) |
|        | Zoteux deux écus accolés Au 1) écartelé au 1) et 4) d'argent à la croix d'azur, au 2) et 3) de gueules au sautoir d'or Au 2) écartelé au 1) et 4) de sinople à la croix ancrée d'argent, au 2) et 3) d'argent au lion de sable. (due scudi accollati il primo, inquartato: nel 1º e 4º d'argento, alla croce d'azzurro; nel 2º e 3º di rosso, al decusse d'oro il secondo, inquartato: nel 1º e 4º di verde, alla croce ancorata d'argento; nel 2º e 3º d'argento, al leone di nero) |
|        | Zouafques d'argent aux trois aigles bicéphales de sable becquées et membrées de gueules. (d'argento, a tre aquile bicipiti di nero, rostrate e membrate di rosso) |
|        | Zudausques d'or à la bande de sable chargée d'une quintefeuille d'argent accostée de deux coquilles du même, le tout posé à plomb. (d'oro, alla banda di nero, caricata di una quintafoglia d'argento accostata da due conchiglie dello stesso , il tutto posto a piombo) |
|        | Zutkerque coupé au 1) d'or aux trois quintefeuilles d'azur rangées en chef, au 2) d'azur à la tête de loup arraché d'or. (troncato: nel 1º d'oro, a tre cinquefoglie d'azzurro, ordinate in fascia nel capo; nel 2º d'azzurro, alla testa di lupo strappata d'oro) |